# Hermann Wiebe
Hermann Wiebe (* 27. Oktober 1818 Thorn in Westpreußen; † 26. März 1881 in Berlin; vollständiger Name: Friedrich Carl Hermann Wiebe) war ein deutscher Mühlenbau- und Maschinenbau-Ingenieur. Er war der erste Rektor der Technischen Hochschule Berlin, der heutigen Technischen Universität Berlin.

## Leben
Das Gymnasium in Elbing verließ Wiebe bereits vor dem Abitur und lernte von 1836 bis 1839 das Mühlenbauhandwerk und die Müllerei an einer Danziger Mühle. Im Jahr 1839 nahm er ein Studium am Gewerbeinstitut in Berlin auf und bestand 1842 die Prüfung als Mühlenbaumeister. Als sein bedeutendstes praktisches Werk gilt die Neisser Mühle.
Schon früh zeigten sich seine Stärken vor allem auf didaktischem Gebiet. Bereits bald nach seinem Examen, seit 1843, wurde er Herausgeber des Archivs für praktischen Mühlenbau und wurde 1845 von Christian Peter Wilhelm Beuth zum ordentlichen Lehrer am Gewerbeinstitut und ein Jahr später auch an der Allgemeinen Bauschule ernannt. Im Jahre 1853 wurde er zum Professor für Maschinenbaukunde am Gewerbeinstitut berufen. Wiebe veröffentlichte zahlreiche Lehrbücher, so 1858 das Handbuch der Maschinen-Kunde. In Berlin war er Mitglied der Freimaurerloge Zu den drei Seraphim und von 1862 bis 1871 deren Meister vom Stuhl.
1877 wurde er als Nachfolger des verstorbenen Richard Lucae Leiter der Berliner Bauakademie. 1878 wurde die Bauakademie mit dem Gewerbeinstitut zur Technischen Hochschule Charlottenburg zusammengelegt. Wiebe wurde zunächst zum Gründungsrektor ernannt und ein Jahr später gewählter Rektor der Hochschule. Im März 1881 verstarb er als Geheimer Regierungsrath unerwartet an seinem Arbeitsplatz. Er wurde auf dem Alten Kirchhof der Zwölf-Apostel-Gemeinde in Schöneberg beigesetzt. Das Grab ist nicht erhalten.
Eine Straße in Berlin-Moabit ist nach ihm und anderen Mitgliedern der Familie benannt.